# Monte Forde
El monte Forde  es una montaña en la Antártida. El monte Forde mide 1200 m de alto, y se encuentra en las nacientes del glaciar Hunt, a 2 millas náuticas (4 km) al noroeste del monte Marston, en la tierra de Victoria, en la Antártida.
Fue levantado topográficamente por la Expedición Terra Nova (1910-1913), y nombrado en honor del oficial Robert Forde de la Royal Navy, uno de los miembros del Grupo Explorador Geológico del Oeste de la expedición.